# Wybielanie analne

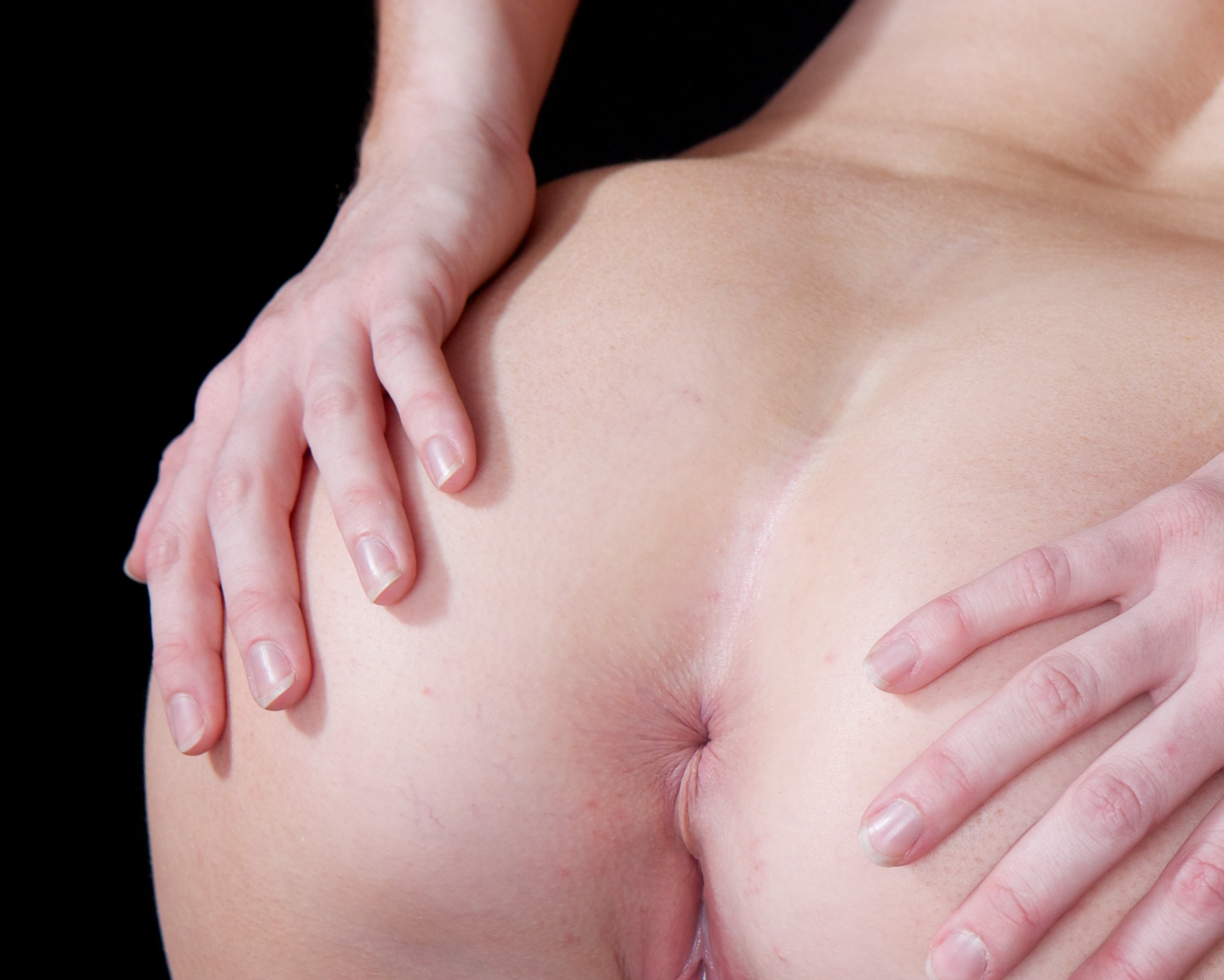
Efekt wybielania analnego u kobiety

Wybielanie analne, wybielanie odbytu – wybielanie skóry wokół odbytu stosowane przez ludzi o jasnej karnacji, w celach kosmetycznych. W zabiegu tym wykorzystuje się kremy, zawierające około 20% hydrochinonu jako substancji aktywnej. W środkach wybielających skórę używana jest też rtęć (jednak stosowanie jej jest zabronione w wielu krajach) czy kortykosteroidy. Istnieją także alternatywne środki wybielające. Idea zabiegu opiera się na zmniejszeniu produkcji melaniny, a także utlenieniu tej już wyprodukowanej, co czasowo wybiela skórę. Sama procedura, znana i stosowana dla innych rejonów ciała, została wtórnie zaadaptowana do wybielania odbytów.

## Historia
W latach 80. i 90. XX wieku nastąpiły zmiany w obrazach erotycznych rozpowszechnianych przez Playboya i Penthouse’a. Seks bez owłosienia łonowego stopniowo stawał się normą i ujawniał naturalną hiperpigmentację skóry intymnych części ciała. W dążeniu do ich estetyzacji pojawiło się wybielanie odbytu, a bardziej ogólnie – wybielanie parti intymnych. Lata 2000. były natomiast okresem znacznej popularyzacji tego zabiegu. Wybielanie odbytu jest przywoływane w niektórych popularnych programach telewizyjnych lub serialach (np. Family Guy, Paradise PD, Cosmetic Surgery Live, Geordie Shore) oraz w filmach (np. Brüno).